# Zhořská mokřina
Zhořská mokřina je přírodní památka severně na okraji obce Zálesná Zhoř v okrese Brno-venkov. Důvodem ochrany je bohatá lokalita prstnatce májového (Dactylorhiza majalis).